# Irminsul

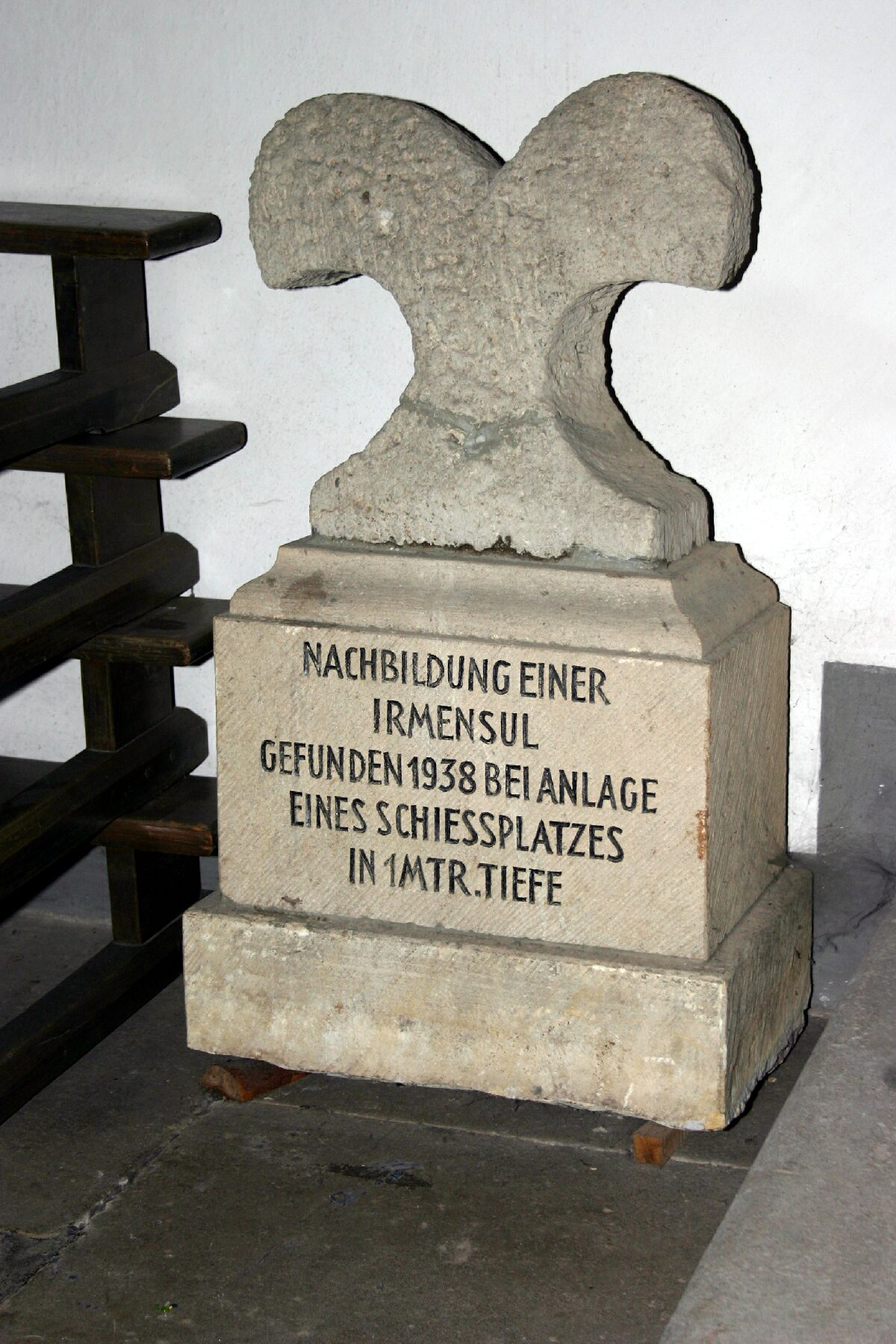
Als Irminsul gedeutetes Exponat im Museum der Stadt Marsberg

Die Irminsul oder Erminsul war ein frühmittelalterliches Heiligtum der Sachsen, das nach den Einträgen fränkischer Annalen zum Jahr 772 auf Veranlassung Karls des Großen von den Franken zerstört wurde. Der Name kann etymologisch auf germanisch irmana- = groß und sul = Säule zurückgeführt werden, bezeichnet also eine Große Säule. Die Existenz weiterer „Irminsäulen“ wird zwar mitunter vermutet, ist aber wissenschaftlich nicht eindeutig belegt.

## Standort, Zerstörung und Verbleib

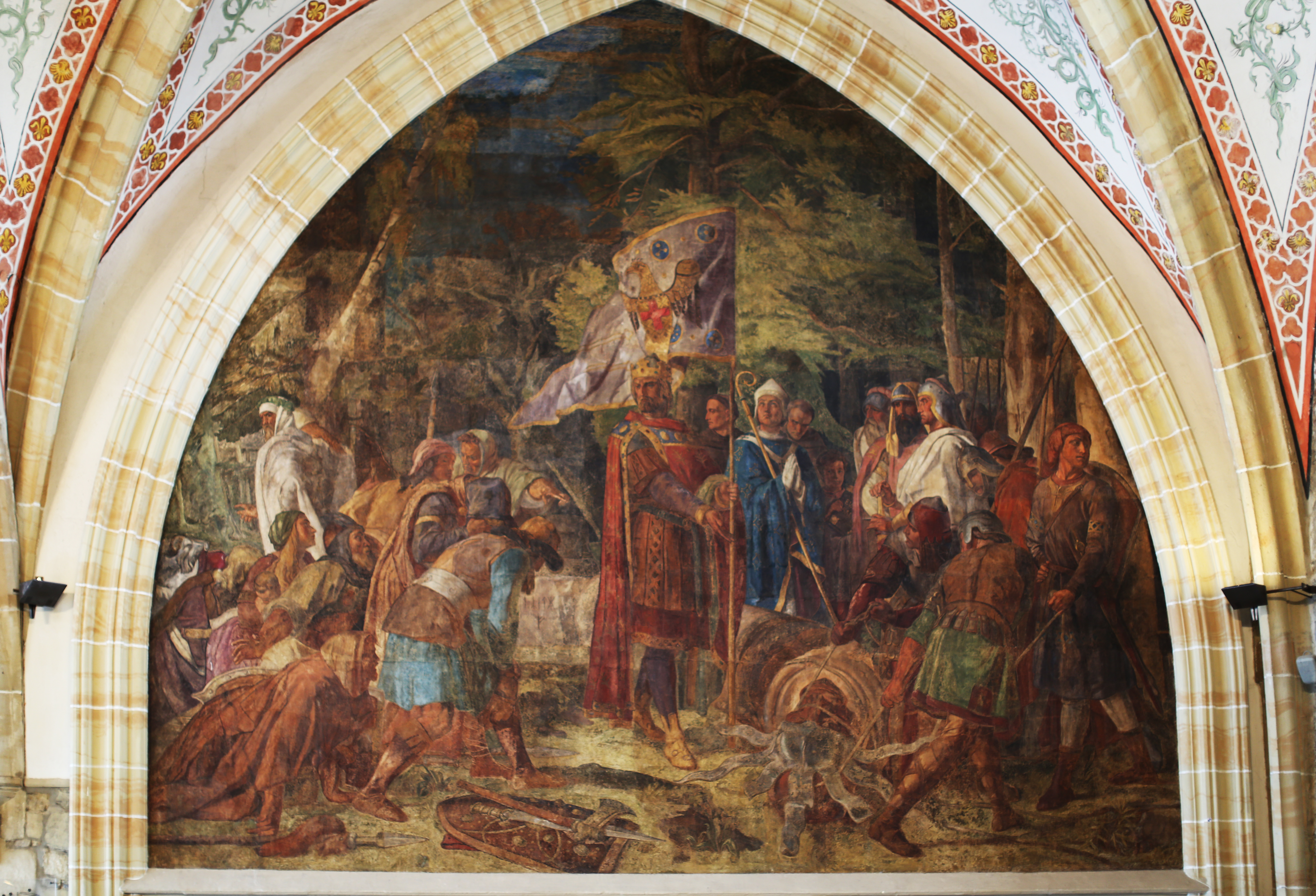
Alfred Rethel: Sturz der Irminsul (1839); Fresko im Krönungssaal des Aachener Rathauses

Die Irminsul der fränkischen Annalenwerke zum Jahr 772 befand sich wahrscheinlich bei oder in einiger Entfernung von der Eresburg, an deren Stelle das heutige Obermarsberg liegt. Das jedenfalls ist den Formulierungen in den Annalen des Fränkischen Reiches zu entnehmen. Die dort als Ermensul bezeichnete Säule wurde von den Franken auf Veranlassung Karls des Großen zum Auftakt der Sachsenkriege im Verlauf des Sommerfeldzuges 772 zerstört.

Reste der Irminsul sollen sich nach einer seit dem 16. Jahrhundert dokumentierten Überlieferung im Hildesheimer Dom befinden. Der Historiker Walther Matthes schreibt zu dieser Quelle:

„Es heißt dort, daß bei der Anlage des Klosters Corvey (ab 822), die in der Zeit Ludwigs des Frommen erfolgte, im Erdboden eine alte Steinsäule gefunden worden und daß es die von Karl dem Großen eroberte Irminsul gewesen sei, die man nach der Zerstörung an diese Stelle gebracht und dort vergraben habe. Weiterhin wird geschildert, wie man die freigelegte Heidensäule von diesem Fundort unter dramatischen Umständen nach Hildesheim schaffte, um sie dort im Dom als Kerzenträger aufzustellen.“

Im Originaltext von Johannes Letzner aus dem Jahr 1590 heißt es zu diesem Ereignis, Sachsen seien dem Tross in Richtung Hildesheim gefolgt und hätten diesen in Höhe des heutigen Ortes Irmenseul überfallen, um die Säule zurückzubringen, jedoch ohne Erfolg:

„Nach Caroli Magni absterben aber / unnd als sein Sohn Lodowicus Pius / Römischer Keyser wurden / das Closter Corbei unnd das Stifft Hildesheim gestifftet / und die Seul zu Corbei ungefehrlich gefunden würden / hat sie Lodowicus Pius / damit dadurch die Sachsen deß orts nicht widerumb mochten erreget werden / gen Hildensheim in das newe Stifft führen und bringen lassen […].
Nun kündt gleichwol dieses so heimlich nicht verrichtet werden / die Westvalen würden dessen gewahr / versammelten sich / unnd wurden der sachen mit einander einig / der Armenseul zu folgen / unnd die wider uber die Weser zu bringen.

Nun sind sie gantz grimmiglich und ernstlich / dem Wagen biß in die Graffschafft Wintzenburgk gefolget / und an dem ort da jtzundt das Dorff Armenseul stehet / an den Wagen komen / denselben mit ernst angefallen / der meinung / der Seul worauff ihr Gott gestanden / mechtig zu werden.
Da gegen die andern / so bey den Wagen verordtnet sich tapffer gewehret / und manhafftig vor die Seul gestritten / also das daselbst in so geringem Scharmützel / umb eines todten steins wille[n] / acht man von beiden theilen todt liggende blieben sindt.

Die Keiserschen aber haben den Platz behalten / und die Marmelseul zu Hildensheim in den Thum bracht.“

Walther Matthes merkt an, dass die Erzählung die wachsende Bedeutung des Hildesheimer Bistums gegenüber dem Corveyer Kloster widerspiegelt, das im 9. und 10. Jahrhundert dominant war. Die Reste der Irminsul sollen sich entweder im Boden unterhalb der Irmensäule befinden – diese ist jedoch bis heute mehrfach umplatziert worden, ursprünglich stand sie in der Mitte des Domes vor dem Kreuzaltar vor den Stufen der Vierung – oder aber die Mariensäule selbst soll aus den Resten gefertigt worden sein. Gemäß dem Bericht von Letzner soll es sich bei der Irminsul um eine Steinsäule gehandelt haben. Der Schaft der Irmensäule im Hildesheimer Dom, deren Entstehung grob auf das 11. oder 12. Jahrhundert datiert wird, besteht aus Kalksinter.

Zeichnung der Irmensäule (1612) aus dem Hildesheimer Dom in ihrer ersten Version mit Kupferreif und Dorn.
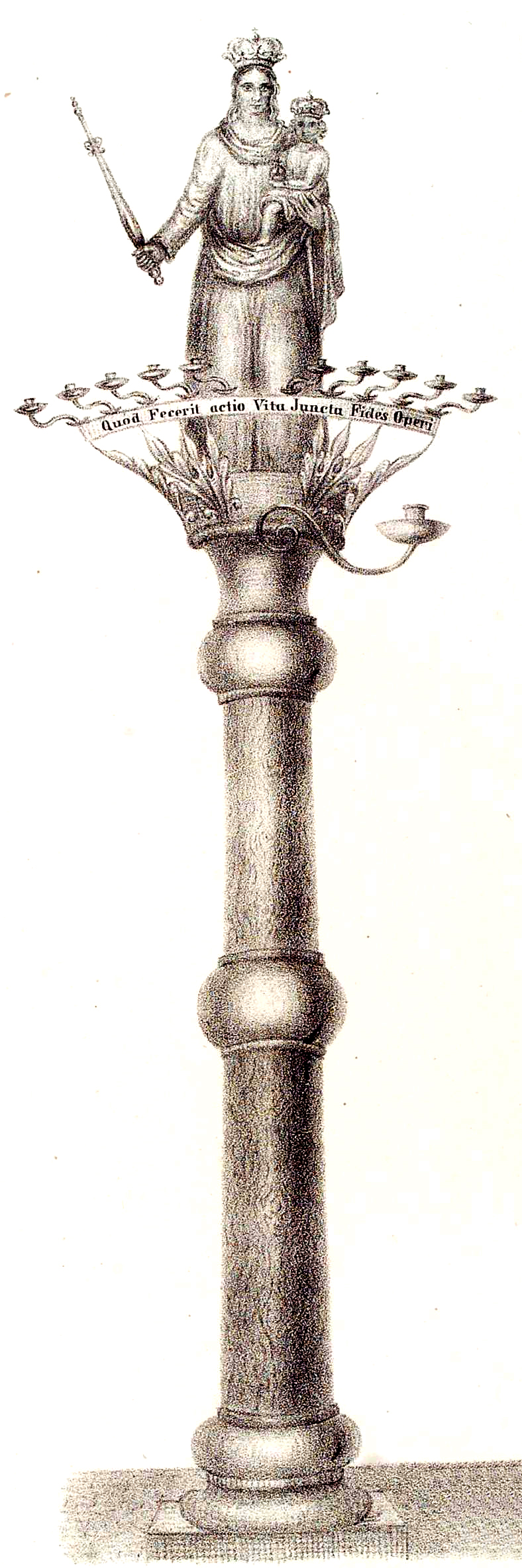
Zeichnung der Mariensäule bzw. Irmensäule aus dem Hildesheimer Dom in ihrer dritten Version aus dem Jahr 1741 mit silberner Madonna.
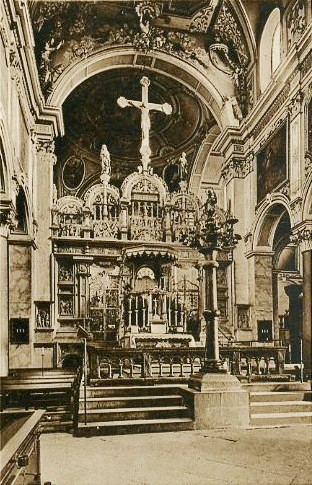
Irmensäule an ihrem ursprünglichen Platz in der Mitte des Doms (ca. 1910).
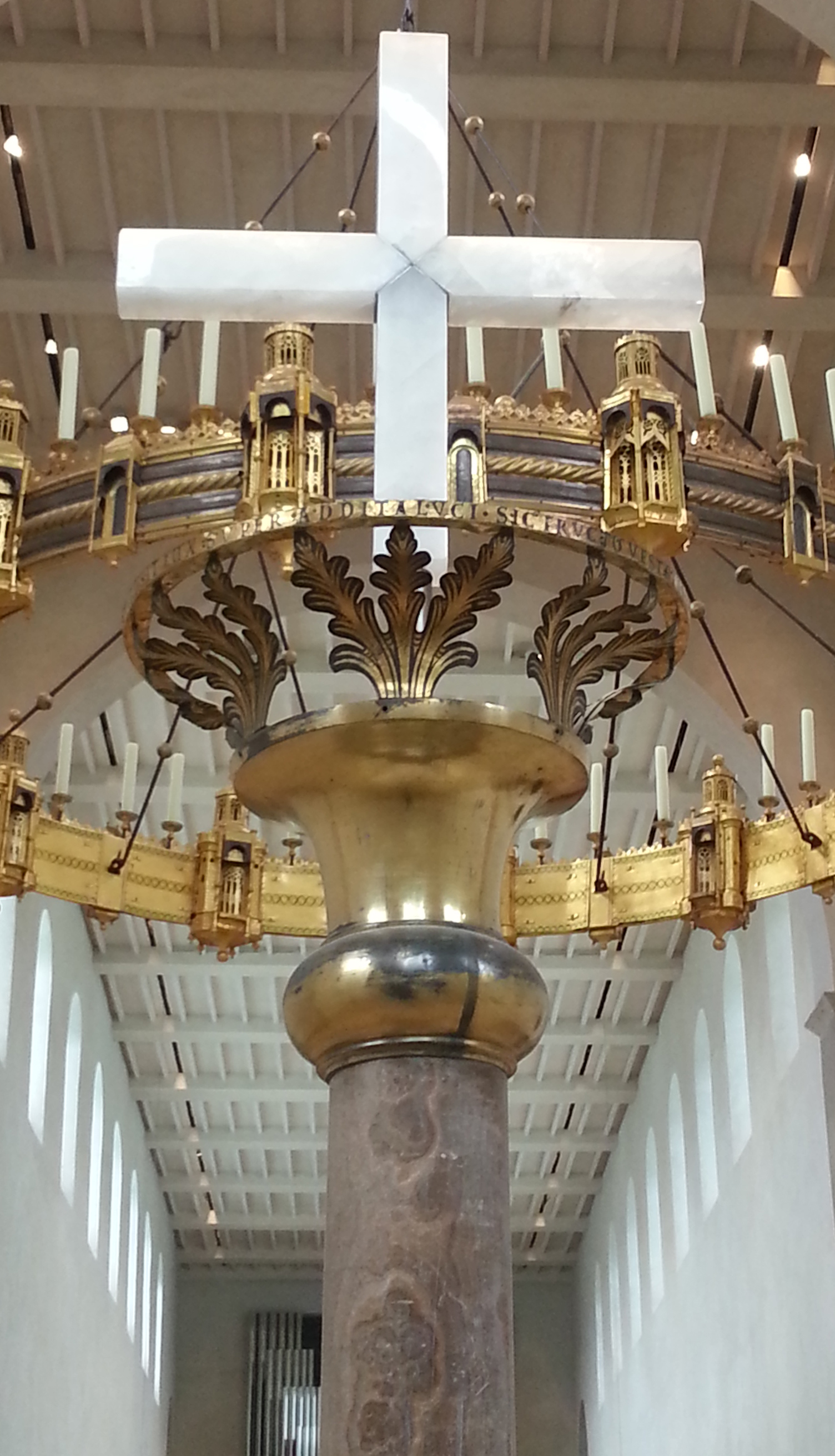
Oberer Teil der Irmensäule in aktueller Version mit Kreuz an ihrem neuen Standort im Chorraum (2014).

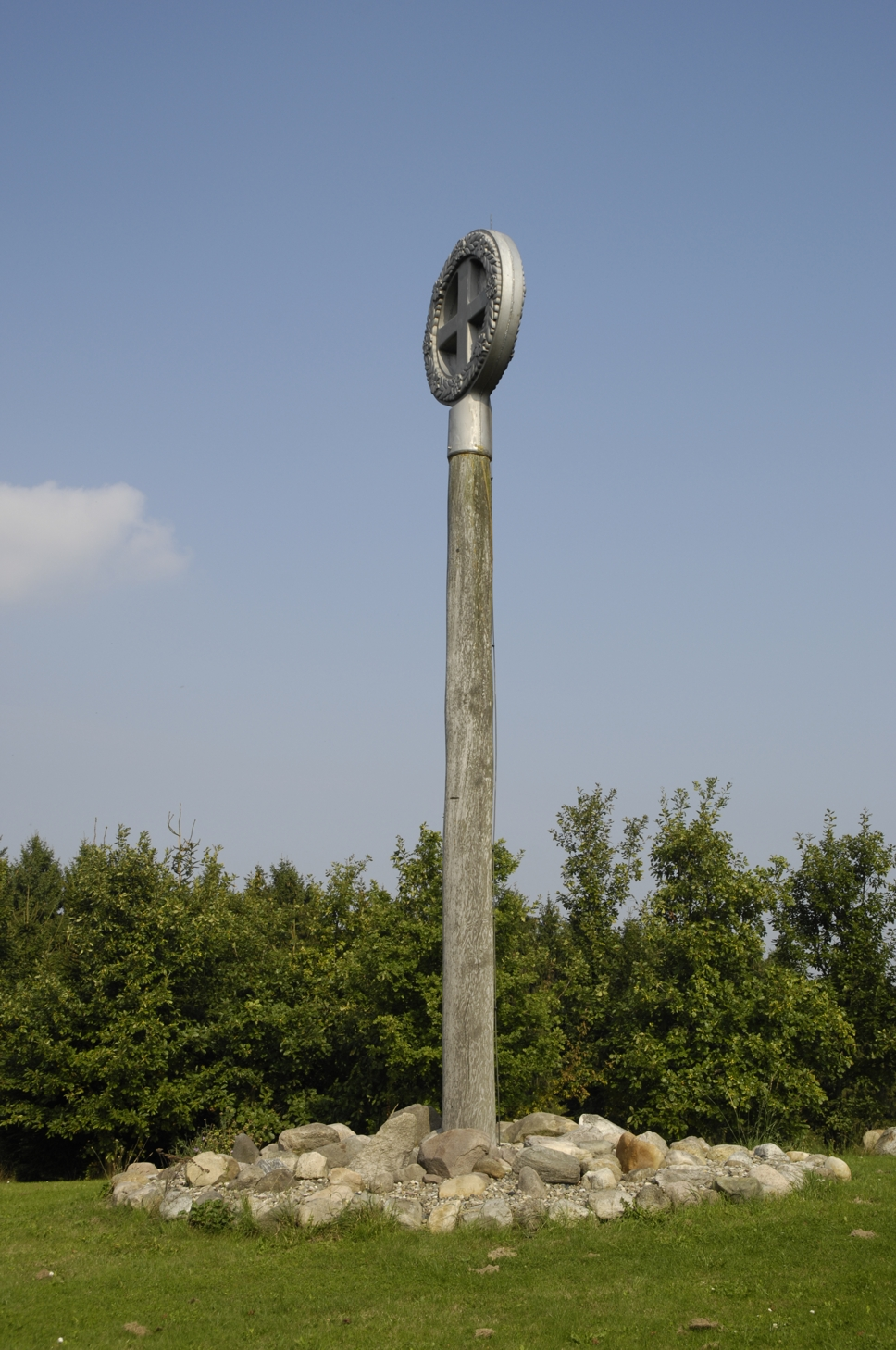
Moderne Irminsul-Interpretation auf der Bornhöhe in Harbarnsen-Irmenseul

Der Standort der Irminsul ist immer wieder auch an anderen Stellen vermutet worden. Wilhelm Teudt, ein völkischer Laienforscher, glaubte Mitte der 1920er Jahre in den Externsteinen den Standort der Irminsul entdeckt zu haben. Hans Reinerth verbreitete dann in den 1930er Jahren die von Hermann Diekmann begründete These vom Standort auf dem Tönsberg bei Oerlinghausen. Auch das Dorf Irmenseul südlich von Hildesheim, der Desenberg bei Warburg, die Iburg bei Bad Driburg, die Gertrudenkammer (Drudenhöhle) in den Teutoniaklippen bei der Karlsschanze im Eggegebirge zwischen Willebadessen und Borlinghausen sowie die Velmerstot am Nordende des Eggegebirges wurden als Standorte der Irminsul diskutiert.

## Aussehen und Funktion
Den Handschriften der Annales Petaviani und des Chronicon Anianense lassen sich keine Hinweise zu Aussehen und Funktion der Irminsul entnehmen.
Der Mönch Rudolf von Fulda schrieb 863 in De miraculis sancti Alexandri (Kap. 3):

“Truncum quoque ligni non parvae magnitudinis in altum erectum sub divo colebant, patria eum lingua Irminsul appellantes, quod Latine dicitur universalis columna, quasi sustinens omnia.”

„Sie verehrten auch unter freiem Himmel einen senkrecht aufgerichteten Baumstamm von nicht geringer Größe, den sie in ihrer Muttersprache ,Irminsul‘ nannten, was auf Lateinisch ,columna universalis‘ [dt. All-Säule] bedeutet, welche gewissermaßen das All trägt.“

Die religiöse Funktion der Irminsul ist aufgrund der Quellenarmut nicht aufklärbar. Nach der ihr von Rudolf von Fulda beigemessenen Aufgabe, das ganze All zu tragen, wird sie bei einer angenommenen Vorstellung der Sachsen vom Himmel als einem Gewölbe teilweise als Weltenbaum interpretiert und mit der Donareiche, dem heiligen Baum von Geismar (heute Stadtteil von Fritzlar) in Nordhessen, von dem Adam von Bremen im 11. Jahrhundert berichtet, oder der Weltesche Yggdrasil aus der nordischen Mythologie in Verbindung gebracht.

### Interpretationen im Spätmittelalter und Früher Neuzeit

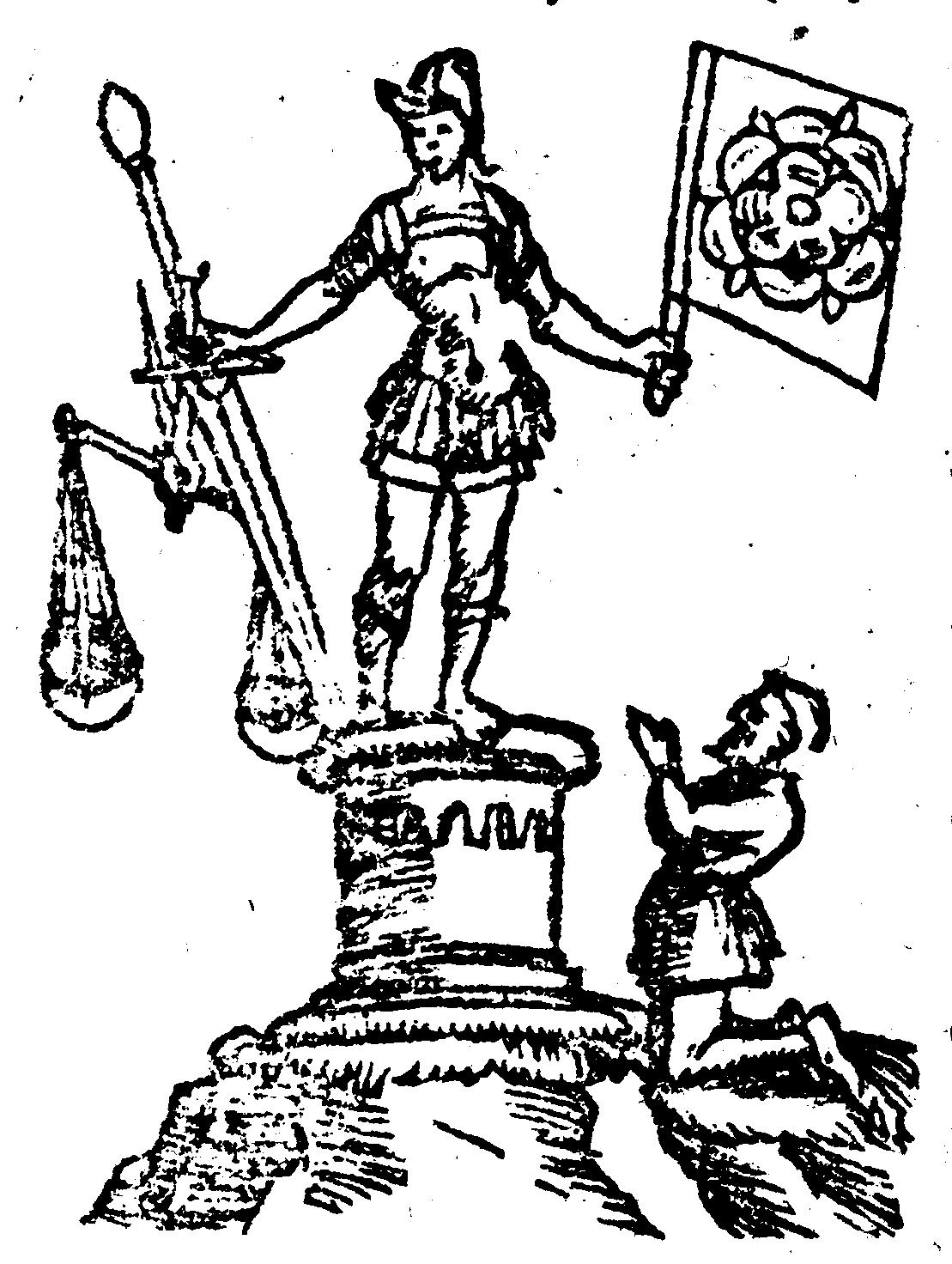
Die Irminsul nach Sebastian Münster; Holzschnitt aus Cosmographey, um 1590

Es gibt eine Vielzahl von Interpretationen seit dem Mittelalter. So schreibt Sebastian Münster gegen 1550 in seiner „Cosmographia“:

„Dann zu Merspurg auff dem Berg Eresberg hetten die Sachsen ein auffgerichte Abgöttische Seul / die man Irmenseul nannt / da Hermes ward geehrt: das ist / Mercurius/ oder wie die andern sagen Mars / und ward die Statt auch darvon Martinopolis un Merspurg genennt. Etliche sprechen Irmenseul sey darumb also genennet worden/ daß es gleich als jedermans Seul und eine gemeine Zuflucht sey gewesen.“

 Münster zeichnet auch ein Fantasiebild der Irminsul, das er allerdings in völlig gleicher Art auch für andere Säulen verwendet. Er glaubte, dass Hermes (römisch Mercurius) oder Mars an der Säule angebetet worden sei und daher die Stadt Marsberg auch ihren Namen habe. Schwert und Waage gibt er ihm in die Rechte, eine Fahne mit der lippischen Rose in die Linke.

Irminsul nach Heinrich Meibom, 1612

Heinrich Meibom, Professor an der Universität Helmstedt, der seine Schrift über die Irminsul 1612 dem Hildesheimer Domkapitel widmete, veröffentlichte auf dem Abschlussblatt ein Ektypon Irminsulae, das wie ein großer Leuchter aussieht und wahrscheinlich die angeblich nach Hildesheim verbrachte Säule zeigen soll (nicht zu verwechseln mit der bronzenen Bernwards-Säule im Hildesheimer Dom). Meiboms Säule trägt keine Gestalt, sondern nur einen spitzen Stachel, wie ihn Kerzenleuchter tragen. Der Schmuck der Säule entspricht ganz und gar der vergangenen Renaissance, spiegelt also sicher kein Gebilde der vorchristlichen Ära wider. Sein Bild zeigt deutliche Ähnlichkeit mit der heute noch im Mariendom Hildesheim befindlichen und mehrfach umgestalteten und innerhalb des Doms versetzten Mariensäule.

Irmensula als Gott ohne Säule. Nach Schedius, De diis Germanis, 1728

In dem Werk von Elias Schedius bildet ein Künstler 1728 den bewaffneten Kriegsmann, der auf der Säule gestanden haben soll, schon ohne Säule ab. Die Personifikation tritt nun ganz in den Vordergrund. Bemerkenswert ist der Bär, den er oben auf dem Brustschild platziert. Hundertfünfzig Jahre nach Sebastian Münster hatten sich die vorsichtigen Erwägungen in vermeintlich sichere Erkenntnisse verwandelt. 1731 konnte ein Gelehrter schon schreiben:

„Die Sachsen hielten ungemein hoch die sogenannte Irmen oder Ermen-Saul. Man meinte, es habe dieser Götz angedeutet den Mercurium, welcher Hermes in griechischer Sprache genannt wird. Das Bild, das auf dieser Säule gestanden, soll ein bewaffneter Kriegs-Mann gewesen sein, der in der rechten Hand eine Kriegs-Fahne, worin eine Rose, gehalten. In der Linken hielt er eine Waage. Seine Brust war offen und bloß, mit einem Bären bezeichnet. Im Schild führte er einen Löwen, worüber eine Waage hing. Auf dem Helm stund ein Wetter-Hahn. Wenn man zu Felde ging, wurde der Götz von der Säule weggenommen und mit ins Feld geführt, woran sie nachgehends die Gefangenen banden und sie töteten, oder auch wohl die Ihrigen selbst, die sich nicht gut hielten, wie solches auch den Königen öfters widerfahren. Diese Säule stunde im Stift Paderborn, oder wie einige sagen, bei Merseburg in Meißen. Sie wurde nach der Bekehrung Sachsens nach Hildesheim gebracht, wo sie noch heutigen Tags in der Mitte vor dem Chor stehen soll und an Fest-Tagen anstatt eines Leuchters dient. Sie hat die Eigenschaft, daß sie bei den heißesten Sommer-Tagen kalt ist und beim Aufschlagen einen recht schönen Klang von sich gibt.“

Von diesem Bild des Irmin konnten sich die künstlerische und die gelehrte Welt, die mit der Französischen Revolution in eine stärker weltlich orientierte Forschung überging, nur langsam lösen. Ein Reallexikon der deutschen Altertümer schrieb noch 1881:

„Irmin war ein germanischer, kriegerisch dargestellter Gott, hoch von Wuchs und auf jeden Fall ein lichtes Himmelswesen, der sich wahrscheinlich mit Thurnarr und Ziu berührte. Darstellungen von ihm waren die dem Gotte Hirmin geweihten Säulen zu Scheidungen in Thüringen, zu Eresburg in Sachsen, und die Irminsul, Hirminsul oder Ermensul im Waldgebirge Osning bei Detmold. Ein heiliger Hain und ein heiliges Gehege umgab dieses ‚berühmte Idol‘, und reiche Gold- und Silberschätze waren dabei niedergelegt. Es war ein hoher Baumstumpf, unter freiem Himmel errichtet. Karl der Große begab sich nach der Eroberung von Eresburg zu diesem Heiligtum und zerstörte es. Der Name Irm, Irmin wird durch got. airman, ahd. irmin, ags. eormen, irmen erklärt, welches als verstärkender Vorsatz in der Bedeutung allgemein verwandt wird; Irmingod ist der allgemeine Gott, der Gott des ganzen Volkes. Mannhardt, Götter.“

### Interpretationen im 20. Jahrhundert

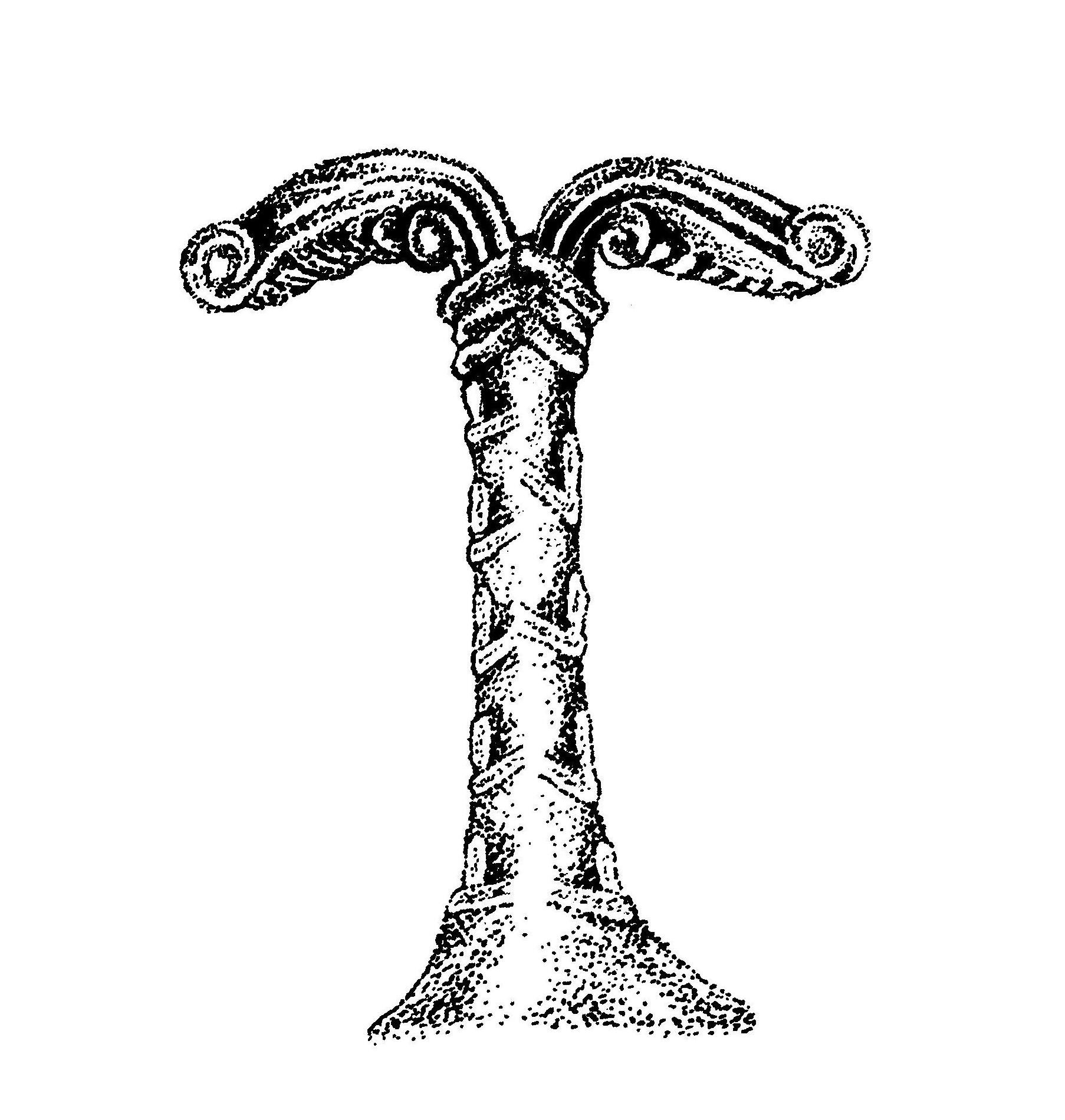
Irminsul-Vorstellung nach dem Vorbild der Darstellung im Kreuzabnahmerelief an den Externsteinen.

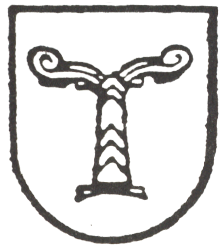
Irminsul als Emblem der Forschungsgemeinschaft Deutsches Ahnenerbe (auch SS-Ahnenerbe genannt)

1929 stellte Wilhelm Teudt in seinem Buch Germanische Heiligtümer die These auf, das Kreuzabnahmerelief an den Externsteinen zeige mit dem gebogenen Gegenstand, auf dem die Figur eines Mannes steht, die – zum Zeichen für den Sieg des Christentums gebeugte – Kultsäule der Sachsen. Dass Teudt für seine These keinen positiven Beweis antreten konnte, hinderte die erneute Popularität des alten Symbols nicht. Von der Fachwissenschaft wird seine Interpretation nicht geteilt. Teudt selbst gründete in Detmold die Vereinigung der Freunde germanischer Vorgeschichte, welche eine – wieder aufgerichtete – „Irminsul“ als Abzeichen führte.
Dem Zug der Zeit folgend, wurde die Irminsul auch von anderen Gruppen wie der Nordischen Glaubensgemeinschaft und der Nordisch-Religiösen Arbeitsgemeinschaft verwendet. Die Irminsul spielte eine bedeutende Rolle als Symbol neuheidnischer Gruppen innerhalb und außerhalb des Nationalsozialismus.
Als 1936 die Vereinigung Teudts in die Forschungsgemeinschaft Deutsches Ahnenerbe der SS übernommen wurde, übernahm man auch das Emblem der Gemeinschaft. Im Vordergrund stand dort die Vorstellung, mit der Irminsul ein Gegensymbol zum christlichen Kreuz und einen sinnfälligen Ausdruck für die Idee des Ahnenerbes zu haben.
Die Bedeutung als Symbol lebte nach 1945 fort und wird teilweise auch politisch missbraucht. So beschmierten Altnazis 1955 das Kreuzabnahmerelief an den Externsteinen mit schwarzer Farbe, überstrichen die „gebeugte Irminsul“ mit Silber und schrieben die Parole „Deutschland erwache“ daneben.
Irminsul heißt auch die Zeitschrift des 1976 gegründeten ariosophischen Armanenordens, einer germanisch-neuheidnischen Organisation.
Teudts These von der gebeugten Irminsul wurde in neuerer Zeit aufgegriffen und kritisch diskutiert. Uta Halle untersuchte die Forschungsgeschichte der Nachkriegszeit auch bezüglich dieses Symbols und führte dann weiter aus, dass durch „die Zusammenarbeit während der NS-Zeit mit der SS“ eine Tabuisierung des Themas zustande kam. Das Thema sei hochgradig ideologisch belastet.

## Die Irminsul in der Kunst

### Oper und Drama
Der italienische Autor Felice Romani (1796–1867) ist hauptsächlich als Verfasser von Opern-Libretti bekannt. Er war auch Mitverfasser des Dizionario d’ogni mitologia e antichità, dessen Band 2 (D–H) im Jahr 1820 erschien; dort gibt es auf Seite 206 (im Digitalisat „Bild“ 238) einen Artikel Ermensul o Irminsulo. Irminsul wird dort als Idol und zugleich als Gott der heidnischen Sachsen bezeichnet, der einen prächtigen Tempel auf der Eresburg gehabt habe («Ermensul o Irminsulo … idolo degli antichi Sassoni … Aveva un magnifico tempio sopra il monte di Eresburgo …»). Und dieser Gott hatte seine Priester und Priesterinnen («Questo Dio aveva i suoi sacerdoti e le sue sacerdotesse …»). Ein ergänzender Artikel (Irmasul, sinonimo d’Irmensul o Irminsulo) ist im Band 3 (I–M) des genannten Dizionario enthalten, und zwar auf S. 128/129 („Bild“ 156/157). Die Handlung zweier Libretti Romanis spielt im Umkreis des gedachten Irminsul-Heiligtums und geht, nicht verwunderlich, von den Auffassungen des Dizionario aus.
Das erste Libretto wurde von Giovanni Pacini vertont: La sacerdotessa d’Irminsul (Die Priesterin des Irminsul), uraufgeführt 1820. In der ersten Szene wird als Ort der Handlung der dem Irminsul geweihte Heilige Hain genannt, in dem hier und da Gräber sächsischer Helden sowie das Grabmal Widukinds (Wittekinds) zu sehen sind («Scena prima: Bosco sacro a Irminsul … Quà, e là, nel bosco sono sparse le tombe degl’eroi sassoni … Il Sepolcro di Vitikindo è alla diritta …»). Die Priesterin heißt Romilda.
In der Verstragödie Norma ou l’infanticide von Alexandre Soumet, entstanden 1831, ist der Schauplatz im 1. Akt der Heilige Hain der Druiden, mit der Irminsul-Eiche in der Mitte («Le théàtre représente la forêt sacrée des Druides. Le chêne d’Irminsul occupe le milieu du théàtre; …»). Der französische Autor versetzte also das Irminsul-Heiligtum vom germanischen Sachsen in eine keltische Umgebung. Die Priesterin heißt hier Norma.
Soumets Tragödie ist die Grundlage für Romanis Libretto der Oper Norma, vertont von Vincenzo Bellini, die auch bereits 1831 uraufgeführt wurde. Hier ist, in leichter Abwandlung, der Schauplatz (laut Theaterzettel der Uraufführung) in Gallien, im Heiligen Hain der Druiden und im Irminsul-Tempel («La scena è nelle Gallie, nella foresta sacra e nel Tempio d’Irminsul»). Zu Beginn des 1. Aktes heißt es, dass in der Mitte die Eiche des Irminsul steht («Foresta sacra de’ Druidi. In mezzo la quercia d’Irminsul …»).
Hier spielt wohl die gedankliche Verbindung der Irminsul zur Donareiche herein.

### Musik
Bei Bands der Genres Black Metal und Pagan Metal ist die Irminsul ein beliebtes Motiv. So trägt beispielsweise die Band Surturs Lohe die Irminsul im Logo. Die Bands Black Messiah, Saxorior und Asenblut widmeten der Irminsul je einen Song. Ferner ist eine schwedische Pagan-Metal-Band nach ihr benannt.